# Jamal Rashid
Jamal Rashid Rahman (7 novembre 1988) è un calciatore bahreinita, attaccante dell'Al-Muharraq e della nazionale bahreinita.

## Carriera

### Club
Ha giocato nel campionato omanita e bahreinita.

### Nazionale
È fissamente nel giro della nazionale dal 2007 ed è stato convocato per la Coppa d'Asia 2019.

## Statistiche

### Cronologia presenze e reti in Nazionale
| Cronologia completa delle presenze e delle reti in nazionale ― Bahrein | Cronologia completa delle presenze e delle reti in nazionale ― Bahrein | Cronologia completa delle presenze e delle reti in nazionale ― Bahrein | Cronologia completa delle presenze e delle reti in nazionale ― Bahrein | Cronologia completa delle presenze e delle reti in nazionale ― Bahrein | Cronologia completa delle presenze e delle reti in nazionale ― Bahrein | Cronologia completa delle presenze e delle reti in nazionale ― Bahrein | Cronologia completa delle presenze e delle reti in nazionale ― Bahrein |
| Data                                                                   | Città                                                                  | In casa                                                                | Risultato                                                              | Ospiti                                                                 | Competizione                                                           | Reti                                                                   | Note                                                                   |
| ---------------------------------------------------------------------- | ---------------------------------------------------------------------- | ---------------------------------------------------------------------- | ---------------------------------------------------------------------- | ---------------------------------------------------------------------- | ---------------------------------------------------------------------- | ---------------------------------------------------------------------- | ---------------------------------------------------------------------- |
| 05-09-2017                                                             | Riffa                                                                  | Bahrein                                                                | 5 – 0                                                                  | Taipei cinese                                                          | Qual. Coppa d'Asia 2019                                                | -                                                                      | 88’                                                                    |
| 10-10-2017                                                             | Taipei                                                                 | Taipei cinese                                                          | 2 – 1                                                                  | Bahrein                                                                | Qual. Coppa d'Asia 2019                                                | -                                                                      | 75’                                                                    |
| 14-11-2017                                                             | Singapore                                                              | Singapore                                                              | 0 – 3                                                                  | Bahrein                                                                | Qual. Coppa d'Asia 2019                                                | 1                                                                      |                                                                        |
| 23-12-2017                                                             | Al Kuwait                                                              | Bahrein                                                                | 1 – 0                                                                  | Iraq                                                                   | Gulf Cup 2017 - 1º turno                                               | 1                                                                      | 89’                                                                    |
| 26-12-2017                                                             | Al Kuwait                                                              | Yemen                                                                  | 0 – 1                                                                  | Bahrein                                                                | Gulf Cup 2017 - 1º turno                                               | 1                                                                      | 90’                                                                    |
| 29-12-2017                                                             | Al Kuwait                                                              | Qatar                                                                  | 1 – 1                                                                  | Bahrein                                                                | Gulf Cup 2017 - 1º turno                                               | -                                                                      | 73’                                                                    |
| 27-03-2018                                                             | Riffa                                                                  | Bahrein                                                                | 4 – 0                                                                  | Turkmenistan                                                           | Qual. Coppa d'Asia 2019                                                | -                                                                      | 89’                                                                    |
| 10-09-2018                                                             | Riffa                                                                  | Bahrein                                                                | 0 – 0                                                                  | Cina                                                                   | Amichevole                                                             | -                                                                      | 89’                                                                    |
| 14-01-2019                                                             | Sharjah                                                                | India                                                                  | 0 – 1                                                                  | Bahrein                                                                | Coppa d'Asia 2019 - 1º turno                                           | 1                                                                      |                                                                        |
| 22-01-2019                                                             | Dubai                                                                  | Corea del Sud                                                          | 2 – 1 dts                                                              | Bahrein                                                                | Coppa d'Asia 2019 - Ottavi di finale                                   | -                                                                      |                                                                        |
| Totale                                                                 |                                                                        | Presenze                                                               | 10                                                                     |                                                                        | Reti                                                                   | 4                                                                      |                                                                        |